# Traité de Paris (1657)
Pour les articles homonymes, voir Traité de Paris.
Le traité de Paris du 23 mars 1657 est conclu entre le Commonwealth d'Angleterre d'Olivier Cromwell et la royaume de France de Louis XIV, qui s'allient contre l'Espagne de Philippe IV au cours de la guerre franco-espagnole (1635-1659) et de la guerre anglo-espagnole (1654-1660). La coalition franco-anglaise l'emporte en 1658 à Dunkerque (bataille des Dunes) et des traités de paix sont conclus en 1659 et 1660.

## Le traité
Les deux parties mettent l'accent sur la conquête des places fortes de Dunkerque, Gravelines et Mardyck, en Flandre. Il est convenu que Dunkerque et Mardyck reviendraient à l'Angleterre et Gravelines à la France.

## Suites
En octobre 1657, Mardyck est prise par Turenne et remise aux Anglais conformément aux termes du traité. En juin 1658, après la bataille des Dunes, Dunkerque est également prise et remise aux Anglais.
La guerre entre la France et l'Espagne prend fin l'année suivante par le traité des Pyrénées, le 7 novembre 1659. 
La mort d'Oliver Cromwell en 1658 a entraîné l'Angleterre dans une crise politique qui se termine par la restauration des Stuart en 1660. 
La guerre anglo-espagnole prend fin en septembre 1660. 
Deux ans plus tard, le roi d'Angleterre Charles II cède Dunkerque et Mardyck à Louis XIV (novembre 1662) pour cinq millions de livres.